# Dendroaspis polylepis
Mamba noir
Espèce
Synonymes
- Dendraspis polylepis Günther, 1864
- Dendraspis angusticeps Boulenger,1896
- Dendraspis antinorii Peters, 1873
- Dendroaspis polylepis antinori (Peters, 1873)

Statut de conservation UICN

 LC  : Préoccupation mineure
Dendroaspis polylepis est une espèce de serpents de la famille des Elapidae. En français, il est appelé mamba noir.

## Galerie

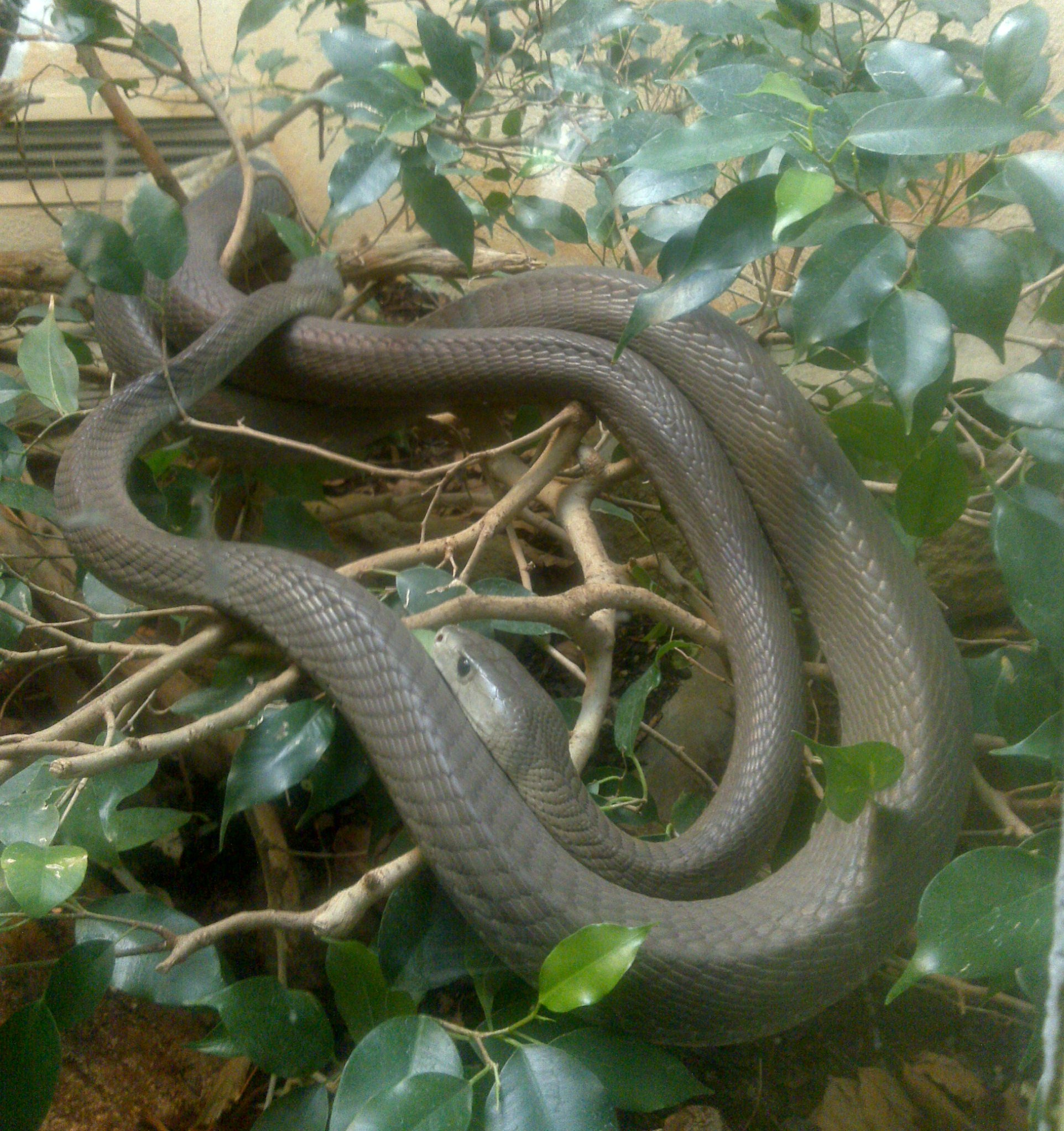
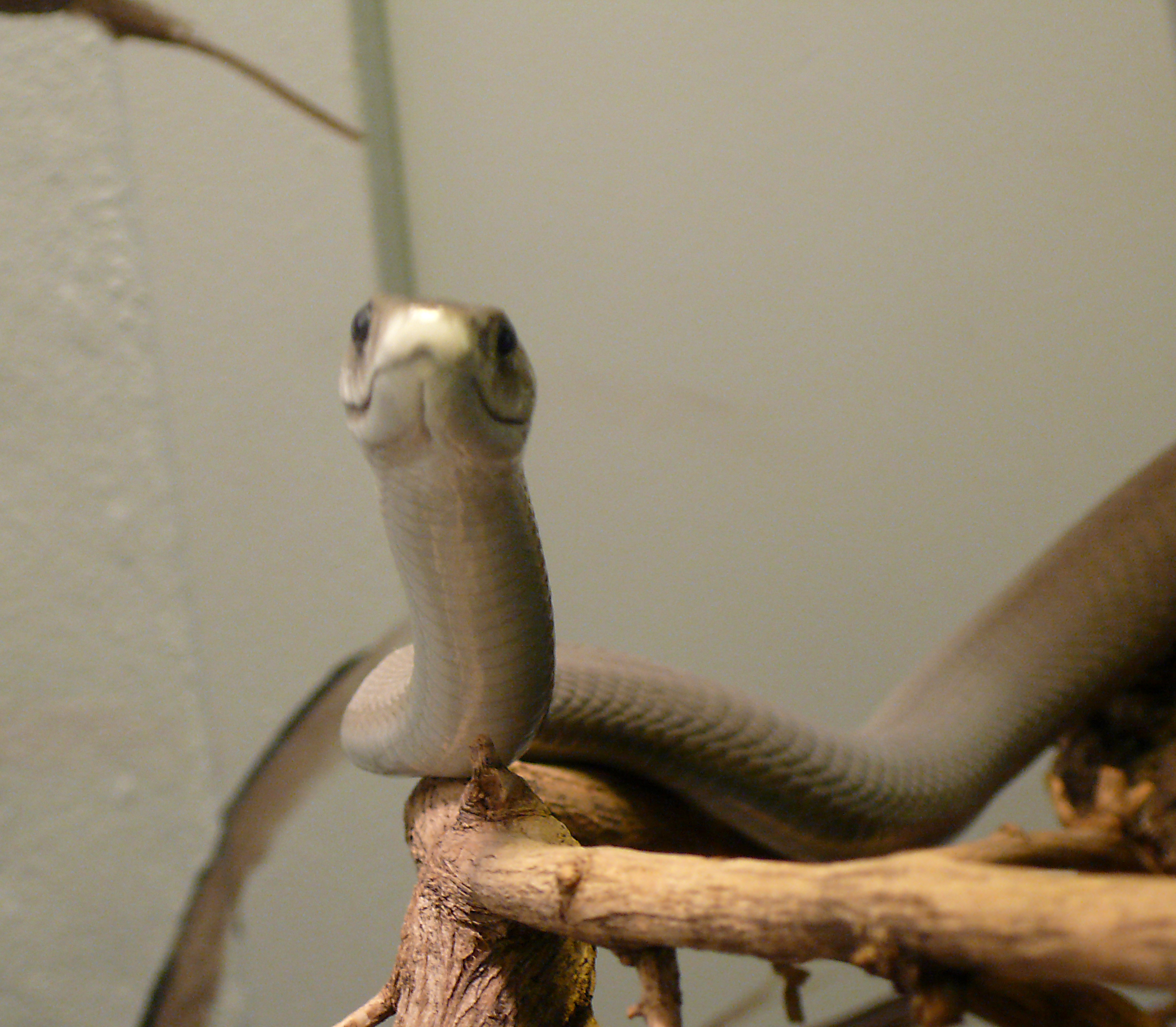
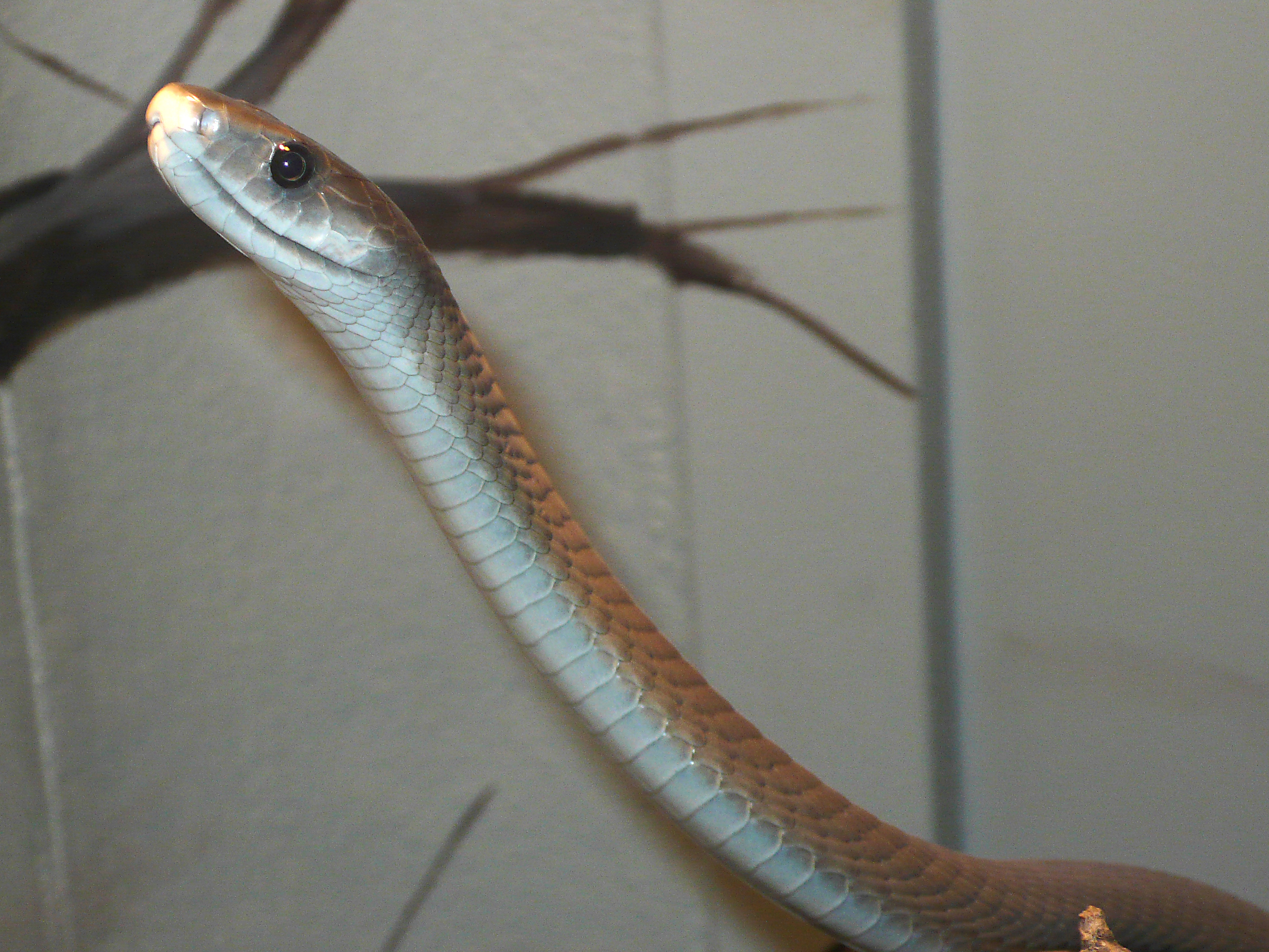
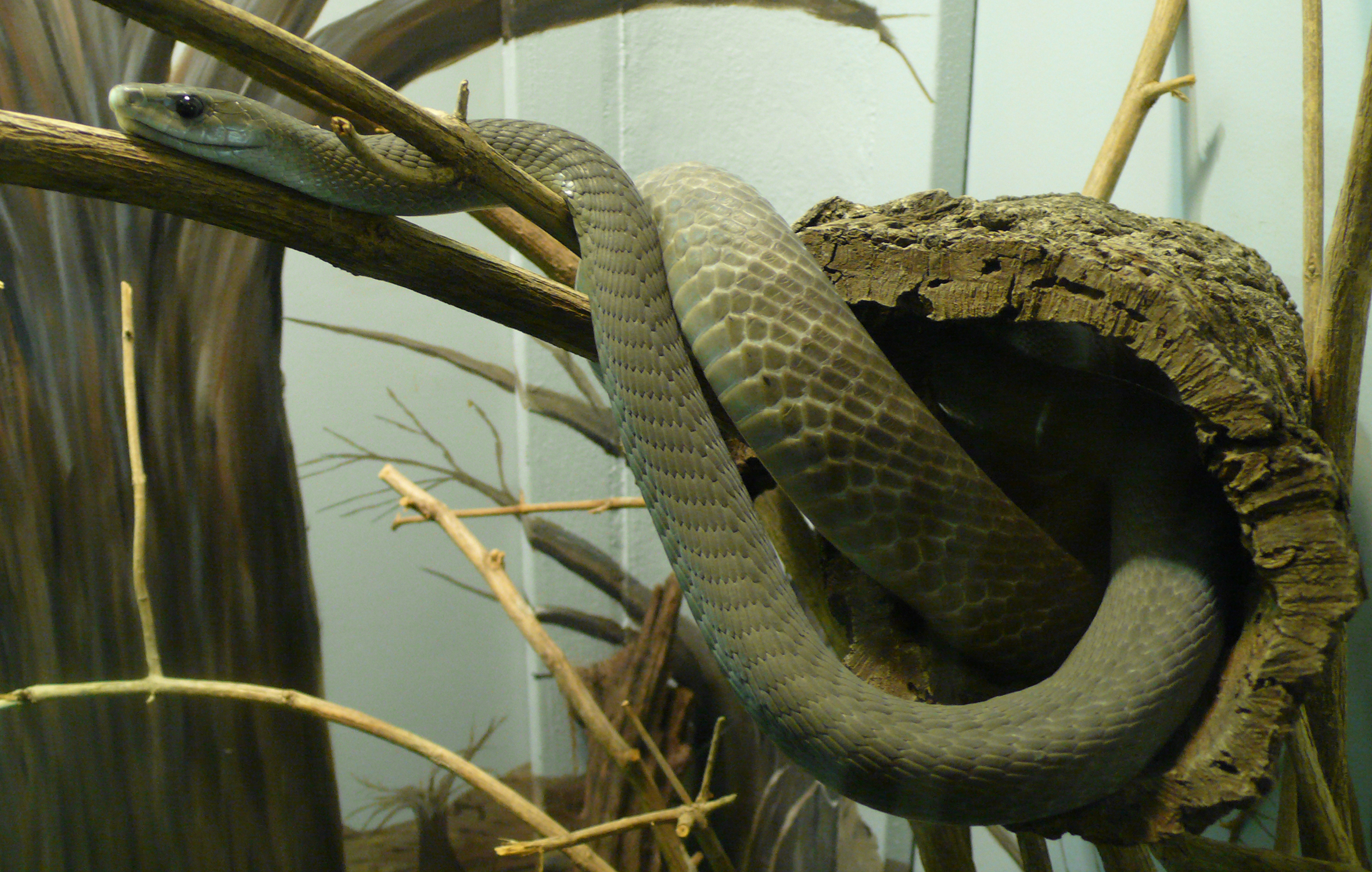
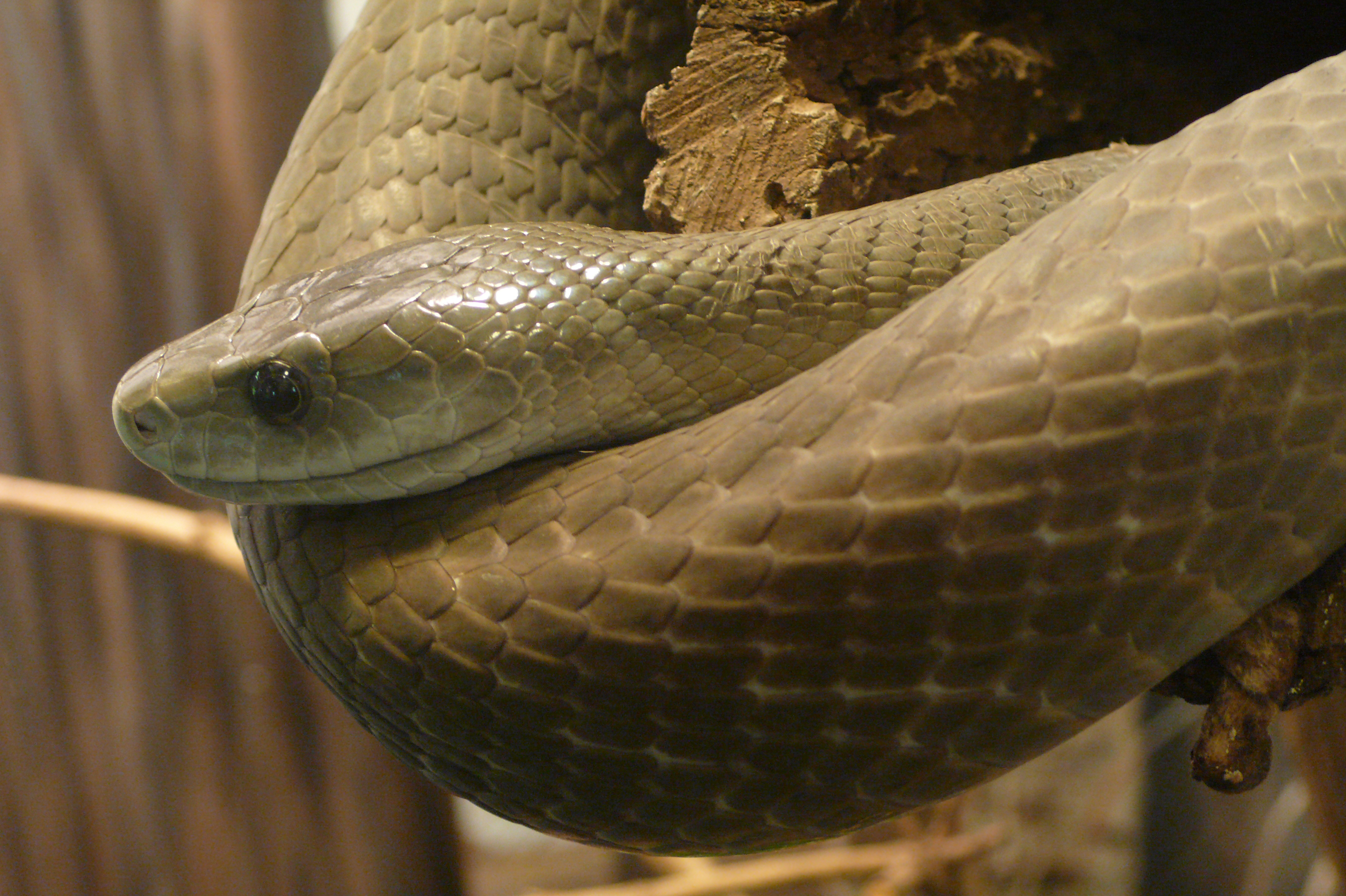
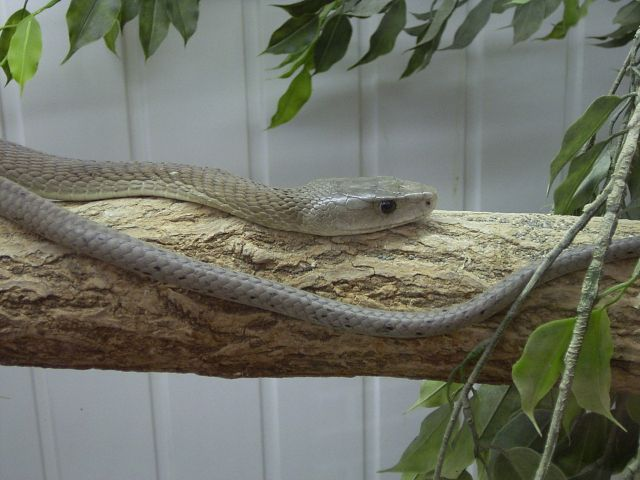

## Répartition

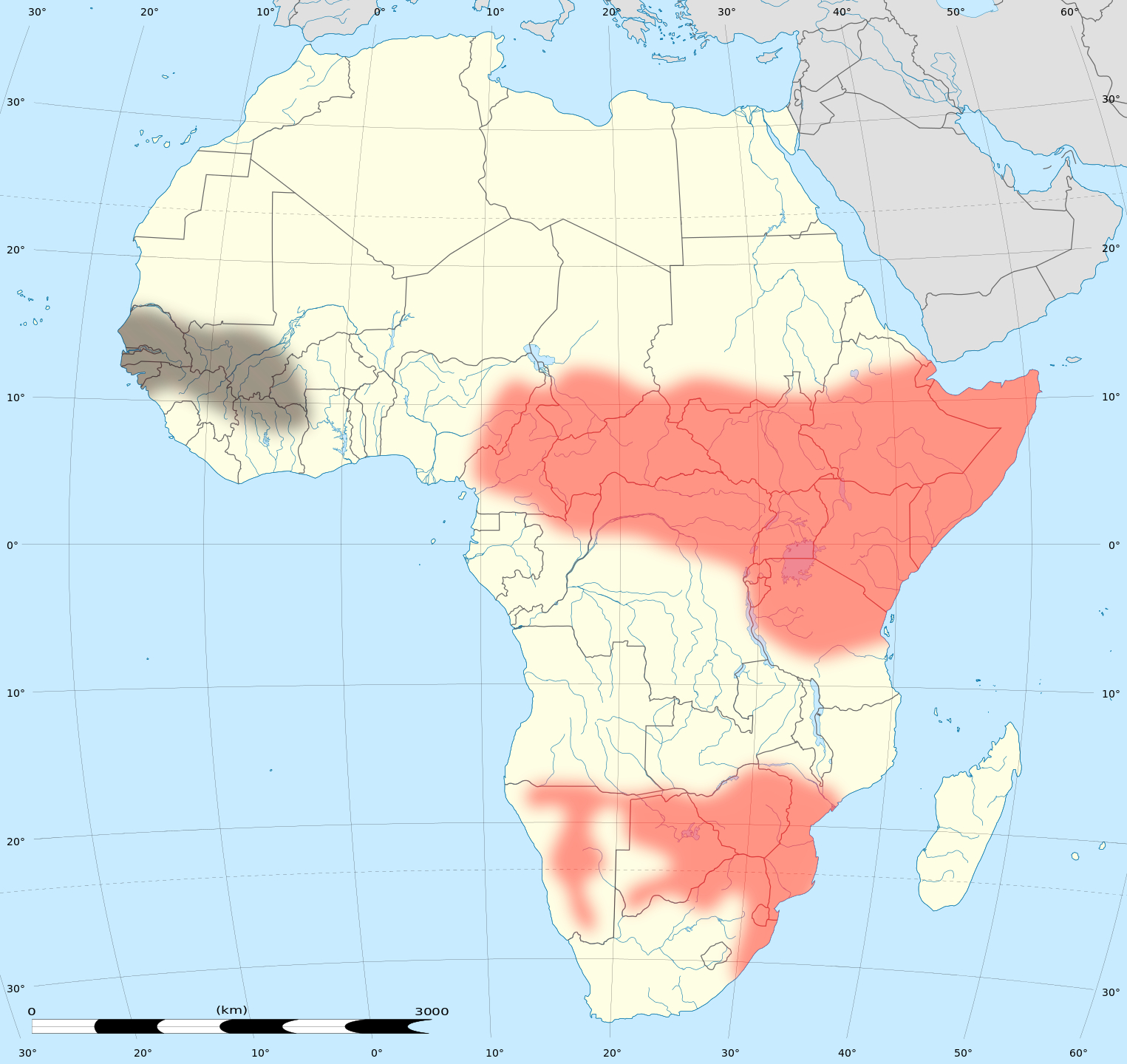
Distribution de D. polylepis (en rouge où il est présent et en noir où il peut aussi l'être).

Cette espèce se rencontre, :
- au Sénégal, en Guinée, en Guinée-Bissau, au Mali, en Côte d'Ivoire, au Burkina Faso, au Cameroun, au Tchad et en Centrafrique ;
- en Éthiopie, en Érythrée, à Djibouti, en Somalie, au Kenya, en Ouganda, en Tanzanie, au Gabon en République démocratique du Congo et au Congo Brazzaville ;
- en Angola, en Zambie, en Namibie, au Botswana, au Zimbabwe, au Malawi, au Mozambique, en Eswatini et en Afrique du Sud.

## Description

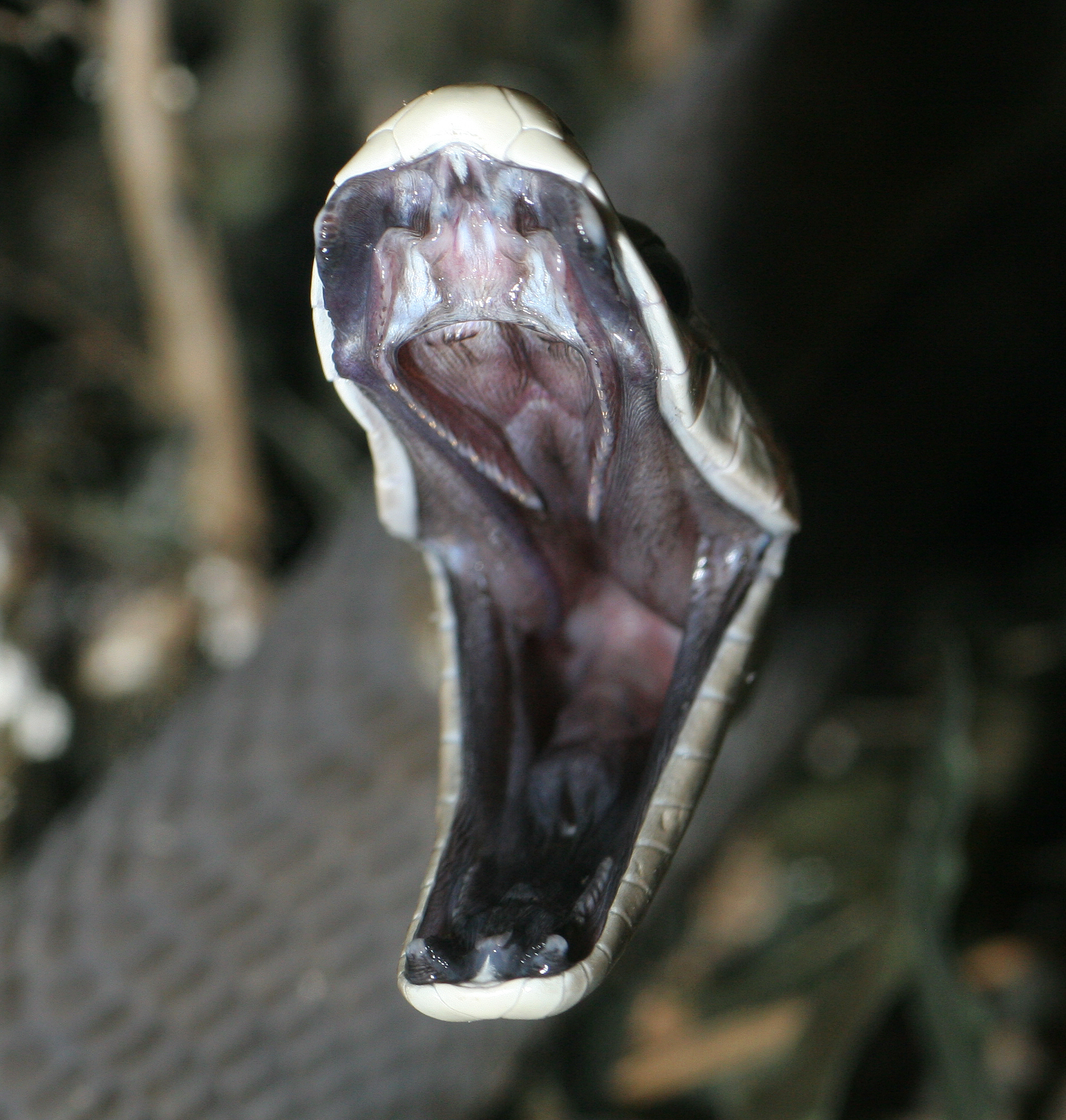
Coloration noire de l'intérieur de la bouche d'un mamba noir attaquant.

Ce serpent très venimeux doit son nom à la coloration noire de l'intérieur de sa bouche. La couleur de sa peau varie du jaune-vert au gris métallique, parfois noire.
Sa taille adulte varie le plus souvent de 2 à plus de 3 mètres de longueur. Les plus grands spécimens mesurés atteignent entre 4,2 et 4,5 mètres. C'est le plus grand serpent venimeux d'Afrique et le second plus grand du monde derrière le cobra royal.
Il est doté d'une grande agilité. C’est le serpent le plus rapide des espèces connues, capable de se déplacer de 4,32  à   5,4 m/s soit entre 16  et   20 km/h.
Un mamba noir peut vivre jusqu'à 20 ans.

## Comportement
C'est un animal diurne qui apprécie les zones boisées ou rocheuses et chasse activement.
Fait rare chez les ophidiens, il a un comportement territorial. Il peut se montrer agressif. Il lui arrive de poursuivre son adversaire et d'infliger plusieurs coups de crochets lorsqu'il se sent menacé ou défend son territoire. Les morsures de mamba noir sur l'homme sont cependant bien moins fréquentes que celles d'autres espèces de serpents, car cette espèce n'est pas abondante et sa rapidité à la fuite lui permet d'éviter la plupart des rencontres rapprochées accidentelles, à la différence de la vipère heurtante par exemple qui est responsable d'un nombre considérable de morsures en Afrique.

## Alimentation

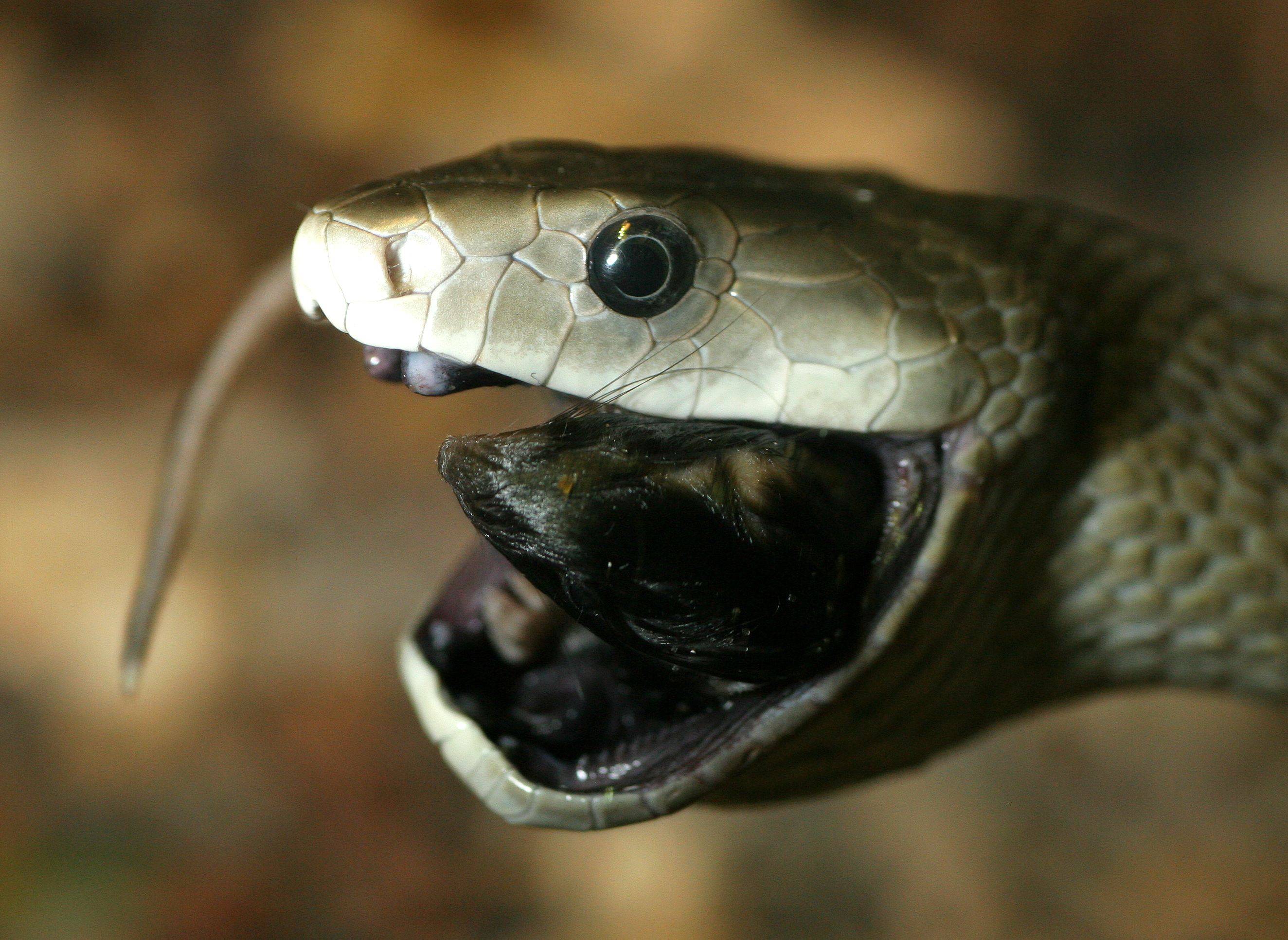
Mamba noir avalant sa proie.

Le mamba noir se nourrit d'oiseaux, de damans, d'écureuils, de chauve-souris, d'œufs à l'occasion, et même d'autres serpents. Lorsqu'il a trouvé une proie, il lui délivre une seule morsure et se replie, laissant le temps à la neurotoxine de son venin de la paralyser.

## Venin
Le venin du mamba noir contient des neurotoxines complémentaires, la dendrotoxine et la fasciculine. La première est une facilitatrice d'acetylcholine et la seconde une inhibitrice d'acetylcholinesterase. Sa morsure injecte en général 100 à 120 mg de venin, 400 mg peuvent être injectés, mais 10 à 15 mg de son venin sont déjà mortels pour un homme adulte. Par conséquent, la quantité de venin injectée en une seule morsure suffirait en théorie à tuer entre 10 et 40 hommes.
Une personne envenimée peut perdre la capacité de parler en 20 minutes, et sera probablement comateuse en moins d'une heure après la morsure. La mort survient dès que les muscles striés de la cage thoracique sont paralysés et provoque donc l'asphyxie.
La létalité de sa morsure dépend d'un certain nombre de facteurs, tels que la quantité de venin injectée et l'emplacement de la morsure. Cependant, si le venin atteint la circulation sanguine rapidement, les risques de mortalité augmentent drastiquement. Le premier symptôme d'une morsure est une douleur locale dans la zone de la morsure, cependant moins douloureuse que celle des serpents disposant d'un venin chargé d'hémotoxines. Puis la victime sent des fourmillements à ses extrémités, cligne des yeux, sa vision se rétrécit, elle se met à transpirer et à saliver de manière excessive, puis perd le contrôle de ses muscles (d'abord la bouche et la langue). Si la victime ne reçoit pas de soins appropriés très rapidement, les symptômes progressent, et elle éprouve alors des nausées, perd son souffle, est confuse, a des problèmes pour respirer et se paralyse. Elle peut éventuellement être prise de convulsions, d'un arrêt respiratoire, d'un coma, ou mourir de la suffocation résultant de la paralysie des muscles respiratoires. Bien qu'avec un traitement il soit possible de soigner 99 % des victimes, si la morsure n'est pas traitée, le taux de mortalité est proche de 100 %. La paralysie causée par le venin n'est pas permanente, si bien que la victime a besoin de respirer artificiellement jusqu'à ce que son propre système immunitaire ait complètement nettoyé le sang de toute trace du venin.
Le venin de ce serpent contient des peptides (dénommées mambalgines) qui possèdent des propriétés analgésiques sans neurotoxicité sur la souris. Les principes de fonctionnement de la douleur étant semblables chez la souris et l'homme, les scientifiques pensent pouvoir arriver à produire des anti-douleurs aussi puissants que les dérivés morphiniques, sans les effets secondaires de ceux-ci.

## Prédateurs
Le mamba noir a peu de prédateurs naturels à l'âge adulte. Néanmoins, il peut être la proie des mangoustes, du ratel, d'autres serpents ou de rapaces comme le Messager sagittaire et le Circaète brun. Les juvéniles peuvent également être la proie du Calao à bec rouge, du serpent Gonionotophis capensis ou même de poissons comme le Mérou géant.

## Liste des sous-espèces
Selon The Reptile Database (13 mai 2014) :
- Dendroaspis polylepis polylepis (Günther, 1864),
- Dendroaspis polylepis antinorii (Peters, 1873).

## Dans la culture
- Black Mamba (en), film d'horreur de 1974.
- Venin (titre original : Venom), film britannique de Pierce Haggard, sorti en 1982, avec Klaus Kinski.
- The Black Mamba (en), court-métrage de 2011.
- Black Mamba, premier single du groupe sud-coréen Aespa.
- Black Mamba, surnom donné à Beatrix Kiddo, héroïne du film Kill Bill, jouée par Uma Thurman.
  - Dans Kill Bill : Volume 2, le personnage d'Elle Driver a recours à un mamba noir pour commettre un assassinat. Tandis que sa cible agonise, elle lui lit une présentation détaillée de ce serpent[13].

### Publications originales
- (en) Günther, 1864 : Report on a collection of reptiles and fishes made by Dr Kirk in the Zambesi and Nyassa Regions. Proceedings of the Zoological Society of London, vol. 1864, p. 303-314 (texte intégral).
- (de) Peters, 1873 : Über Zwei Giftschlangen aus Afrika und über neue oder weniger bekannte Gattungen und Arten von Batrachiern. Monatsberichte der Königlich Preussischen Akademie der Wissenschaften zu Berlin, vol. 1873, p. 411-418 (texte intégral).

### Dans la littérature
Le roman de John Godey Le rôdeur de Central Park (titre original : The Snake) met en scène un mamba noir relâché par accident au milieu de Central Park, à Manhattan.

### Filmographie
Le mamba est également au centre du film Venin réalisé par Piers Haggard et sorti en 1982. Le film raconte l’histoire d’une gouvernante et d’un chauffeur qui mettent au point un plan pour enlever le fils de leurs patrons. Le plan tourne au drame lorsqu'un serpent mamba se retrouve à la maison, à la suite d'une erreur de livraison.
FAIR GAME (ou Mamba), thriller italien écrit, réalisé et produit par Mario Orfini, sorti en 1988. Afin de toucher une assurance-vie, un mari enferme sa femme dans un loft en ayant pris soin de casser la clé dans la serrure mais surtout d’y avoir préalablement libéré un mamba noir en pleine période de reproduction et donc avec une agressivité décuplée...
La morsure par un mamba noir est illustrée dans le film de Quentin Tarantino, Kill Bill : Volume 2, sorti en 2004, lorsque Budd est mordu au visage par un mamba noir en ouvrant une mallette de billets où se trouve le serpent. Rapidement, il est paralysé, perd connaissance et meurt.